# Nouvelle-Zélande aux Jeux olympiques d'été de 1924
C’est une modeste délégation néo-zélandaise de 4 athlètes qui se présente à Paris, en France, à l’occasion des Jeux olympiques d'été de 1924. Elle est constituée du sprinter Arthur Porritt (porte-drapeau), du boxeur Charlie Purdy, du nageur Clarrie Heard et de la nageuse Gwitha Shand. En dépit de ce nombre très restreint de compétiteurs, les Néo-zélandais reviennent de Paris avec une médaille de bronze conquise par Arthur Porritt, en Athlétisme,  sur 100 m. Ce qui permet à la Nouvelle-Zélande d’intégrer le tableau des médailles, en 23e position.

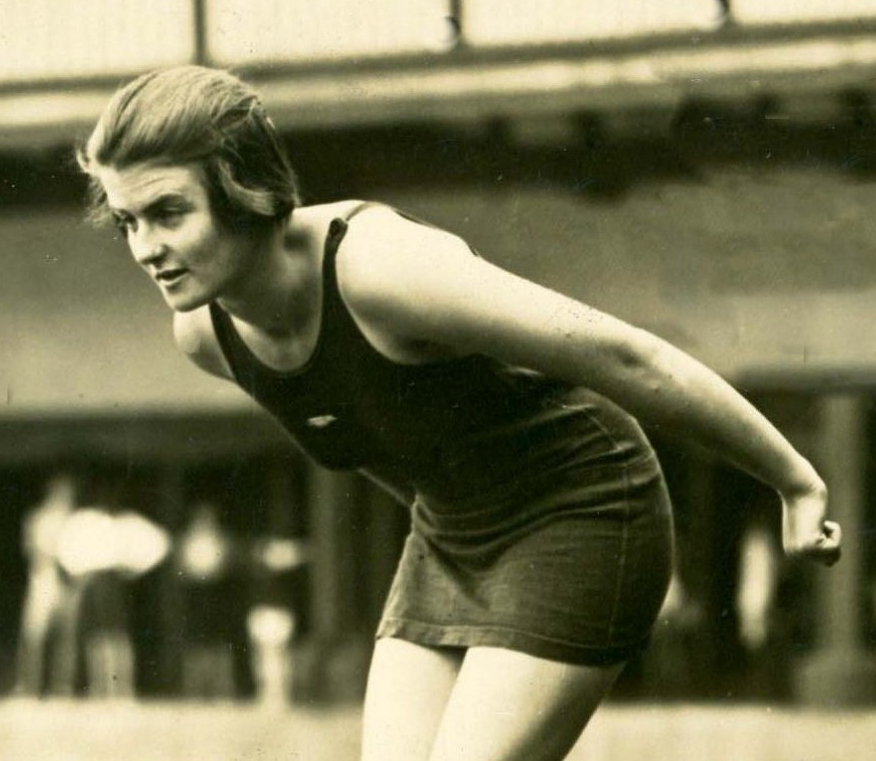
La nageuse Gwitha Shand en 1923.

## Médailles
| Médaille           | Nom            | Sport      | épreuve |
| ------------------ | -------------- | ---------- | ------- |
| Médaille de bronze | Arthur Porritt | Athlétisme | 100 m   |

## Sources
- (fr) Nouvelle-Zélande sur le site du Comité international olympique
- (en) Nouvelle-Zélande aux Jeux olympiques d'été de 1924 sur Olympedia.org